# 貝內代托·卡斯泰利
貝內代托·卡斯泰利（Benedetto Castelli，1578年—1643年4月9日），本名為安東尼奧·卡斯泰利'（Antonio Castelli），是一位義大利數學家。 1595年，他加入本篤會，改名為貝內代托。

## 生平
貝內代托·卡斯泰利出生於布雷西亞，曾就讀於帕多瓦大學，後來成為卡西諾山本篤會修道院的院長。
他是伽利略·伽利萊長期好友和支持者，也是伽利略兒子的老師。他協助伽利略研究太陽黑子，並參與檢視尼古拉·哥白尼的理論。貝內代托·卡斯泰利對數學和水力學感興趣。他被任命為比薩大學的數學家，接替伽利略，後來又被任命為羅馬大學數學家。貝內代托·卡斯泰利將博納文圖拉·卡瓦列裡介紹給伽利略，從而與伽利略建立了廣泛的通信關係；1629年，伽利略幫助貝內代托·卡斯泰利獲得了博洛尼亞大學的職位。
貝內代托·卡斯泰利參與了金星相位的發現。1610年12月，伽利略收到貝內代托·卡斯泰利的信，詢問是否可以透過伽利略的新望遠鏡來觀測金星的相位。幾天後，伽利略在給約翰尼斯·開普勒的一封信中說，他觀察到了金星的變化，並攬上全部的功勞。由於缺乏任何早期通信的副本，因此尚不清楚貝內代托·卡斯泰利是第一次告訴伽利略這件事，還是在伽利略告知他這件事後才回應。

## 外部連結
- "Galileo Galilei, Letter to Benedetto Castelli (1613)", Religion and Science. (Source of the English translation.)
- The Galileo Correspondence Project at Stanford University 的存檔，存档日期2018-07-19.